# Bayreuth Hauptbahnhof
Bayreuth Hauptbahnhof – stacja kolejowa w Bayreuth, w kraju związkowym Bawaria, w Niemczech. Znajdują się tu 3 perony.